# Chacao
Chacao is een stad en gemeente in de Venezolaanse staat Miranda. Chacao telt 71.000 inwoners. De hoofdplaats is Chacao.

## Partnerstad
- Cluj-Napoca, Roemenië